# Distretto di Sur
Il distretto di Sur (in turco Sur ilçesi) è uno dei distretti della provincia di Diyarbakır, in Turchia. Insieme ai distretti di Bağlar, Kayapınar e Yenişehir forma il comune metropolitano di Diyarbakır.